# Фобетор
Фобе́тор (грец. Phobetor), або Ікел — за Овідієм, син Гіпноса, брат Морфея та Фантаса; з'являвся людям уві сні у вигляді птахів, звірів та зміїв.